# 지능형 속도제한 보조
지능형 속도제한 보조(영어: Intelligent Speed Limit Assist, ISLA)는 차량 주행 중 주행 상황에 따라 속도를 제한하는 시스템이다.

## 상세
차량 전방의 카메라 및 내비게이션 제한속도 정보를 통해 수동 속도제한 보조와 스마트 크루즈 컨트롤의 설정 속도를 변경한다. 이 기능을 적용하기 위해서는 내비게이션의 제한속도 정보 미수신 시 전방의 카메라가 단독 사양이 적용되어야 하며, 스마트 크루즈 컨트롤 및 내비게이션 기반 스마트 크루즈 컨트롤의 Autoset 기능과 연동되어야 한다.

## 같이 보기
- 수동 속도제한 보조
- 스마트 크루즈 컨트롤
- 내비게이션 기반 스마트 크루즈 컨트롤